# Landisville (Pennsylvanie)
Landisville est une census-designated place située dans le comté de Lancaster, dans l’État de Pennsylvanie, aux États-Unis. Lors du recensement de 2020, elle compte 2 196 habitants.